# 閩南通
《閩南通》（英語：Southern Fujian Master）為中國福建廈門衛視一系列關於閩南文化的電視節目。2015年4月5日開播，由陈声主持，每周六18:00首播。

## 節目內容

### 2015年
| 4月 - 5日，送王船 - 11日，闽南红砖大厝 - 18日，又到清明时 - 25日，保生大帝信仰 | 5月 - 2日，闽南茶话 - 10日，闽南歌仔（上） - 16日，闽南歌仔（下） - 24日，闽南疍民 - 30日，阿嫲念过的童谣 | 6月 - 7日，布袋木偶（上） - 13日，布袋木偶（下） - 20日，端午家乡味 - 28日，闽南人的消暑凉品 | 7月 - 4日，闽南方言相声—答嘴鼓 - 12日，闽南第一学府 - 18日，坎坷的华南第一园 - 25日，远去的侨批 |

| 8月 - 1日，最后的刻龟人 - 15日，代天巡狩—池王爷 - 22日，你不知道的百家村 - 29日，浔埔女儿情 | 9月 - 5日，永铭在心的殇 - 12日，施厝风云 - 19日，半世情深 - 26日，咱厝人的中秋 | 10月 - 3日，复活的珠光青瓷 - 10日，闽南人的秋季膳食 - 17日，宋江阵起 华夏情长 - 24日，骑楼下的记忆 - 31日，鹭岛仙境 太清宫 | 11月 - 7日，最美女人心 - 14日，大道行两岸 - 21日，洪本部拾忆 - 28日，敲打的艺术 |

| 12月 - 5日，听码头讲过去的故事 - 12日，宫庙里的厦门 - 19日，节气雅集—冬至 - 26日，传承古早味 |

### 2016年
| 1月 - 4日，老思东走透透 - 9日，香从海上来 - 16日，守望乌石浦 - 23日，不一样的尾牙 - 30日，溪岸路趴趴走 | 2月 - 6日，欢喜大围炉 - 13日，古早味春节 - 20日，灯满月圆闹元宵 - 27日，沉没的心声 | 3月 - 5日，乡情重 血脉浓 - 12日，老竹生新枝 - 19日，节气雅集—春分 - 26日，妙手生花 | 4月 - 2日，节气雅集—清明 - 9日，闽南宫庙—梵天寺 - 16日，商贸古镇 刘五店 - 23日，闽南宫庙—广利庙 - 30日，闽南仙草 |

| 5月 - 7日，节气雅集—立夏 - 14日，闽南宫庙—朝宗宫 - 21日，初夏的甜蜜蜜 - 28日，茶—从叶开始 | 6月 - 4日，节气雅集—端午 - 11日，世代坚守的老味道 - 18日，闽南故宫—白礁慈济宫 - 25日，风动糖香—贡糖 | 7月 - 2日，蓬莱仙境—清水岩 - 9日，点石成金 - 16日，刀镌海柳魂 - 23日，节气雅集—大暑 - 30日，闽南仙草之夏季篇 | 8月 - 6日，醋味传四海之永春老醋 - 13日，漳南佛国 三平寺 - 20日，金木缘 乡土情 - 27日，暑止风凉 到处暑 |

| 9月 - 3日，儿时的游戏 - 10日，被遗忘的时光 大同路 - 17日，翰墨书香 - 24日，秋水长天 共一色 | 10月 - 1日，蜈蚣阁（上） - 8日，手艺人·酱人匠心 - 15日，闽南皇城 赵家堡 - 22日，百年歌仔 - 29日，古厝绝唱 | 11月 - 5日，创造偶人世界 - 12日，厦门九大菜市场 - 13日，边海古城 - 19日，斫木为琴 - 20日，厦禾路记忆 - 26日，老少讲古仙 - 27日，一起“森”呼吸 | 12月 - 3日，消失的建筑 - 4日，漳州月港 海丝之路上的“小苏杭” - 10日，屋顶上的龙珠殿 - 11日，冬藏食补 - 17日，掌上乾坤 - 18日，冬至祭祖今何在 - 24日，一辈子一件事 - 25日，厦门铁路文化公园 - 31日，这一年的闽南通 |

### 2017年
| 1月 - 1日，影视里的厦门 - 7日，我的马拉松 - 8日，影视剧在厦门 - 14日，闽南婚嫁习俗 - 15日，厦门影视那些年 - 21日，闽南的亲戚五十 - 22日，泡汤“漫”生活 - 28日，《欢喜过大年》 新春特别节目 - 29日，新春特别节目 闽南非遗 | 2月 - 4日，新春特别节目 轻歌曼舞 - 5日，新春特别节目 民间达人 - 11日，古城往事 - 12日，新春踏青指南 - 18日，古早味西街 - 19日，香山宝地 - 25日，老街松柏林 - 26日，欢喜过大年 我最喜爱的闽南话节目 | 3月 - 4日，繁华背后的老街巷 - 5日，屋顶田园 都市农夫 - 4日，XM - 11日，三海一侨 老渔村 - 12日，开台王 颜思齐（上） - 18日，海客丝路 老街情 - 19日，开台王 颜思齐（下） - 25日，百年歌仔 - 26日，三年一次的盛会 | 4月 - 1日，沧江古镇话老街 - 2日，面包新风尚 - 8日，老街旧时光 - 9日，“理”出人生百态 - 15日，延续千年繁华 - 16日，爱在咖啡店 - 22日，鳌城访古 - 23日，相馆存珍 |

## 外部連結
- 闽南通－廈門廣電網 （页面存档备份，存于）